# اللغة اللداخية
اللغة اللداخية (باللداخية: ལ་དྭགས་ཀྱི་སྐད་) أو بهوتي هي إحدى اللغات التبتية البورمية. يتمركز متحدثوها في ولاية لداخ الهندية التي تقع في إقليم جامو وكشمير. يتخذ سكان مقاطعة ليه من اللداخية اللغة المتحدثة لهم، كما أنها لغة أقلية في التبت.

## نظام الكتابة
تعتمد اللداخية على الأبجدية التبتية كنظام كتابة، وتندرج ضمن نظام الأبوجيدا. عادة، يتحدث المسلمون هناك اللداخية بطلاقة، لكنهم لا يجيدون قراءتها، في حين أن البوذيين يجيدون قراءتها بسلاسة، لارتباطها بالطقوس الدينية.

## التدريس
في المدارس اللداخية، تدرّس اللغة الإنجليزية كلغة أولى، كما يحق للتلاميذ الاختيار بين اللغة الهندية أو اللغة الأردية كلغة ثانية، ثم اللغة العربية أو اللغة التبتية كلغة إلزامية ثالثة. بقيت اللغة اللداخية مستعملة كلغة منزلية، و ووفقا لآخر الإحصائيات، اعتبر نصف اللداخيين أن لغتهم الأم كانت اللداخية.

## الاعتراف
بالرغم من أنها لغة متحدثة من قبل نصف سكان ولاية لداخ تقريبا، ليست اللداخية، اللغة الرسمية في الولاية، إذ أن اللغتين الإنجليزية والهندية هما الرسميتان. تبقى اللداخية والبلتية والأردية لغات متحدثة هناك، وإن لم تحظ باعتراف السلطات.
في 9 سبتمبر 2013، طالب منظمو الندوة الوطنية حول اللغة اللداخية المقامة في مدينة لياه بإدراج لغتهم في الجدول الثامن للدستور الهندي بغية أن تكون لغة وطنية.